# Wilbur Wright
Cet article court présente un sujet plus développé dans : Orville et Wilbur Wright.
Wilbur Wright, né le 16 avril 1867 à Millville (en) dans l'Indiana et mort le 30 mai 1912 à Dayton, est, avec son frère Orville, un pionnier américain de l'aviation.